# Сталин (книга Троцкого)
«Сталин» — двухтомная биография Иосифа Сталина, написанная Львом Троцким в 1938—1940 годах. Второй том не был окончен в связи с убийством автора. Публикация была задержана издательством из-за вступления США во Вторую мировую войну — работа увидела свет уже после начала холодной войны. Книга имеет ярко выраженную антисталинскую направленность: советский лидер обвиняется в совершении целого ряда преступлений, включая отравление Владимира Ленина. Переведена на многие языки; впервые издана в СССР в 1990 году, став бестселлером.

## История создания

### Нужда и бестселлер
В последние несколько лет своей жизни, проведённых в Мексике, Лев Троцкий был преимущественно занят подготовкой крупной работы о советском лидере Иосифе Сталине. К созданию этой биографии бывший народный комиссар (нарком) шёл более 15 лет: будучи высланным из СССР, он собирал документы и накапливал материалы о том, как «мелкий провинциальный большевистский функционер» смог стать «тоталитарным диктатором» Советской России и «обеспечить себе поистине неограниченную власть». Целью работы была как раз попытка ограничить влияние Сталина или даже отстранить его от власти, хотя сам автор и утверждал, что готовит «исторический… а не теоретико-полемический» труд.
В эмиграции Троцкий опубликовал многочисленные статьи не только о ситуации в Советском Союзе (см. «Что такое СССР и куда он идёт?»), но и о личности вождя СССР (см. «Сверхборджиа в Кремле»). Изначально Троцкий не планировал писать обширную биографию Сталина: его больше интересовала работа о Карле Марксе и Фридрихе Энгельсе или жизнеописание Владимира Ленина — по поводу ленинской биографии он даже заключил договор с издательством «Doubleday» и получил гонорар. Но с весны 1938 года он в своих изысканиях переключился на личность Сталина.

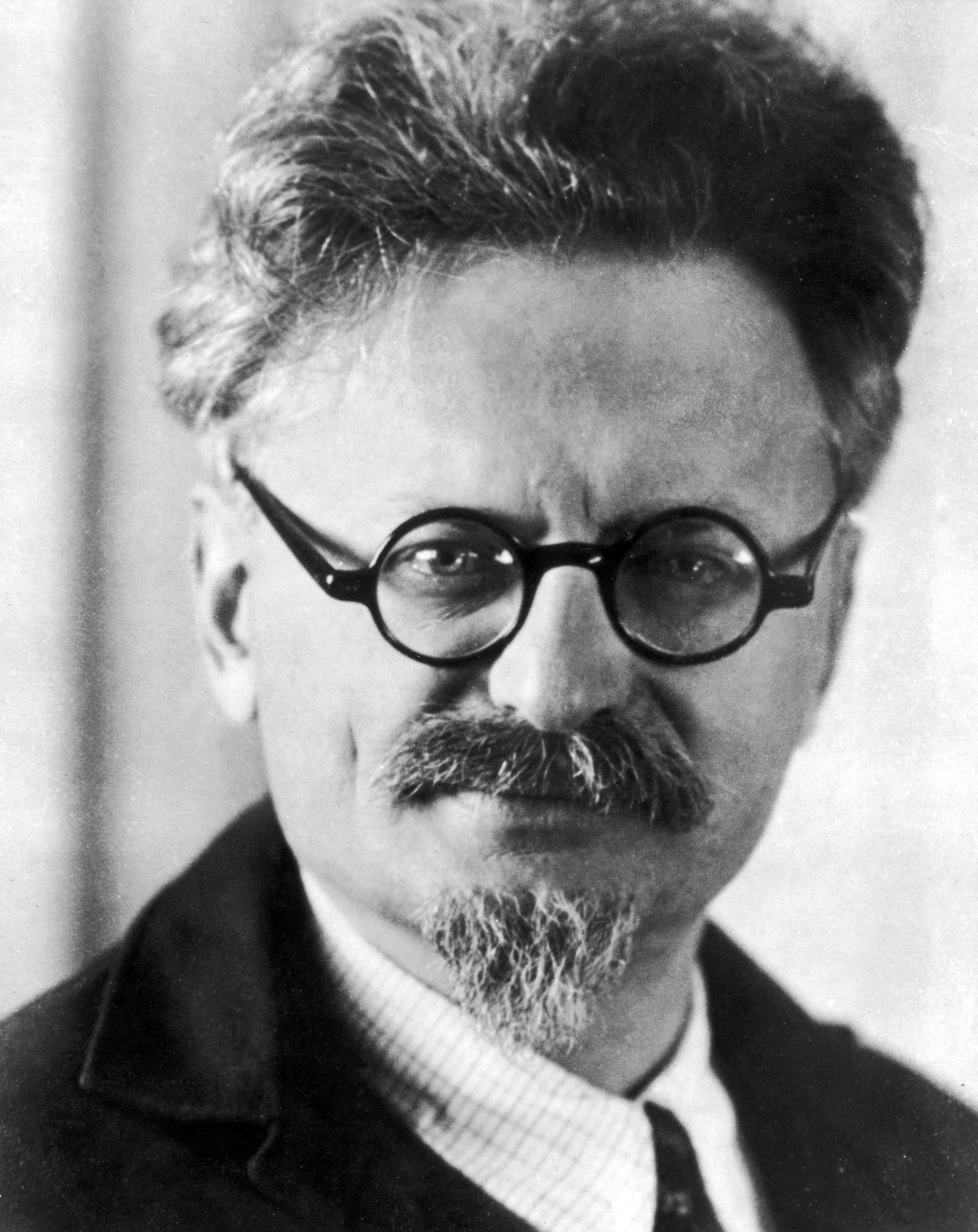
Л. Д. Троцкий в 1930-е годы

Испытывая в тот период крайнюю нужду в средствах, будучи вынужденным занимать деньги у друзей, Троцкий решился опубликовать первую часть книги до завершения работы над «политической биографией» целиком: так произведение стало двухтомным. Первый том должен был быть опубликован немедленно — Лев Давидович рассчитывал написать бестселлер, сопоставимый с ранее опубликованной автобиографией «Моя жизнь», и получить за него приличный гонорар. Но, увлёкшись биографией своего главного политического противника, он несколько раз пропускал сроки сдачи книги в печать.

### Работа над книгой и смерть автора
Помощь в работе над книгой в форме сбора материалов и анализа источников оказывали помощники и единомышленники Троцкого в разных странах, особенно Лилия Эстрина, Марк Зборовский и Рая Дунаевская. К работе был также привлечён меньшевик Борис Николаевский, располагавший огромным материалом по истории революционного движения в России.
Основной текст первого тома, охватывающий события до 1917 года, был готов к началу августа 1939 года, но публикацию остановила задержка с написанием обширного предисловия, задуманного автором. В итоге, работа над первой частью (семью главами) была закончена только в конце декабря. В начале 1940 года Троцкий прервал свои изыскания, а 21 августа он был убит.

### Вторая мировая и год издания
Несмотря на смерть автора, Чарльз Маламут — переводчик, работавший над англоязычным текстом, взял на себя обязанности редактора и сумел собрать воедино первый том и часть второго. К декабрю 1941 года переведённый двухтомник был готов к публикации в Америке. Но нападение Японии на Пёрл-Харбор и вступление США во Вторую мировую войну на одной стороне с СССР заставило издателей из Harper изменить свои планы — они «сочли целесообразным» отложить выпуск книги на неопределённый срок. До окончания войны книга свет так и не увидела.
В марте 1946 года, через 10 дней после фултонской речи Уинстона Черчилля и буквально на следующий день после ответного интервью Сталина в «Правде», издательство сочло, что «биография, содержащая материалы исторической важности, должна быть опубликована в соответствии с предыдущими обязательствами». Книга была опубликована с указанием на титульном листе 1941 года. «Крохотная» издательская заметка по преимуществу не привлекает внимание читателей, что приводит к частой путанице с датой выхода книги.

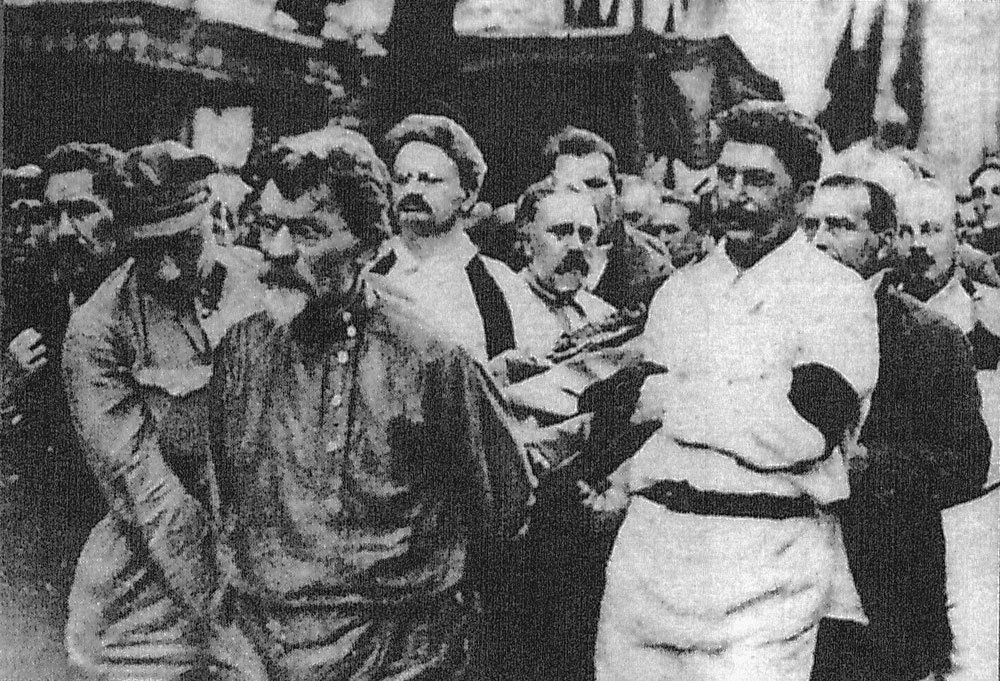
Сталин и Троцкий на похоронах Ф. Э. Дзержинского (июль 1926)

## Критика

### Факты и ангажированность
По мнению авторов четырёхтомной биографии Троцкого Юрия Фельштинского и Георгия Чернявского, Лев Давидович являлся первым, кто «во всеоружии фактов и документов» целенаправленно и последовательно приступил к «разоблачению политики советского диктатора»: к примеру, он практически первым рассказал о конфликте между Сталиным и Лениным в последние месяцы жизни главы СНК, а также убедительно разоблачил ложное свидетельство Сталина от 1924 года о получении им «глубоко содержательного» письма от Владимира Ильича в конце 1903 года. Для решения этой задачи он не пренебрегал и характеристикой личных качеств вождя, зачастую заостряя на них внимание читателя. Фельштинский и Чернявский полагали, что сильной стороной книги Троцкого является непосредственное знакомство автора с «лабиринтами, тупиками и коридорами» Кремля, что, в некотором смысле, компенсирует ангажированность бывшего наркома, считавшего Сталина своим личным врагом — давняя личная неприязнь Сталина к Троцкому была взаимна со времени их первой встречи в Вене в 1913 году и постепенно переросла во «жгучую ненависть». Говоря о работе в целом, современные биографы революционера ставили «труд Троцкого на выдающееся место в историографии… сталинизма».
С этим мнением был согласен и другой биограф Троцкого — Исаак Дойчер — который (отмечая, что в этой книге Льва Давидовича нет обычной для него «зрелости и баланса») утверждал, что советский лидер предстал здесь в образе Сверхкаина: мрачный и злой «негодяй», похожий на обезьяну, которая тайком пробирается к вершинам власти. Историк Юрий Емельянов использует аналогичное сравнение: Сталин в книге подобен сверхзлодею из девятого круга дантова «Ада». Нереальность образа, созданного обычно «педантичным» Троцким, бросается в глаза[кому?]. Дойчер критикует избыточную детальность и частые повторения, встречающиеся в книге, но отмечает, что причиной тому могла быть общая незавершённость работы. По сути, Сталину приписывались всего два качества: интриганство и умение манипулировать людьми.

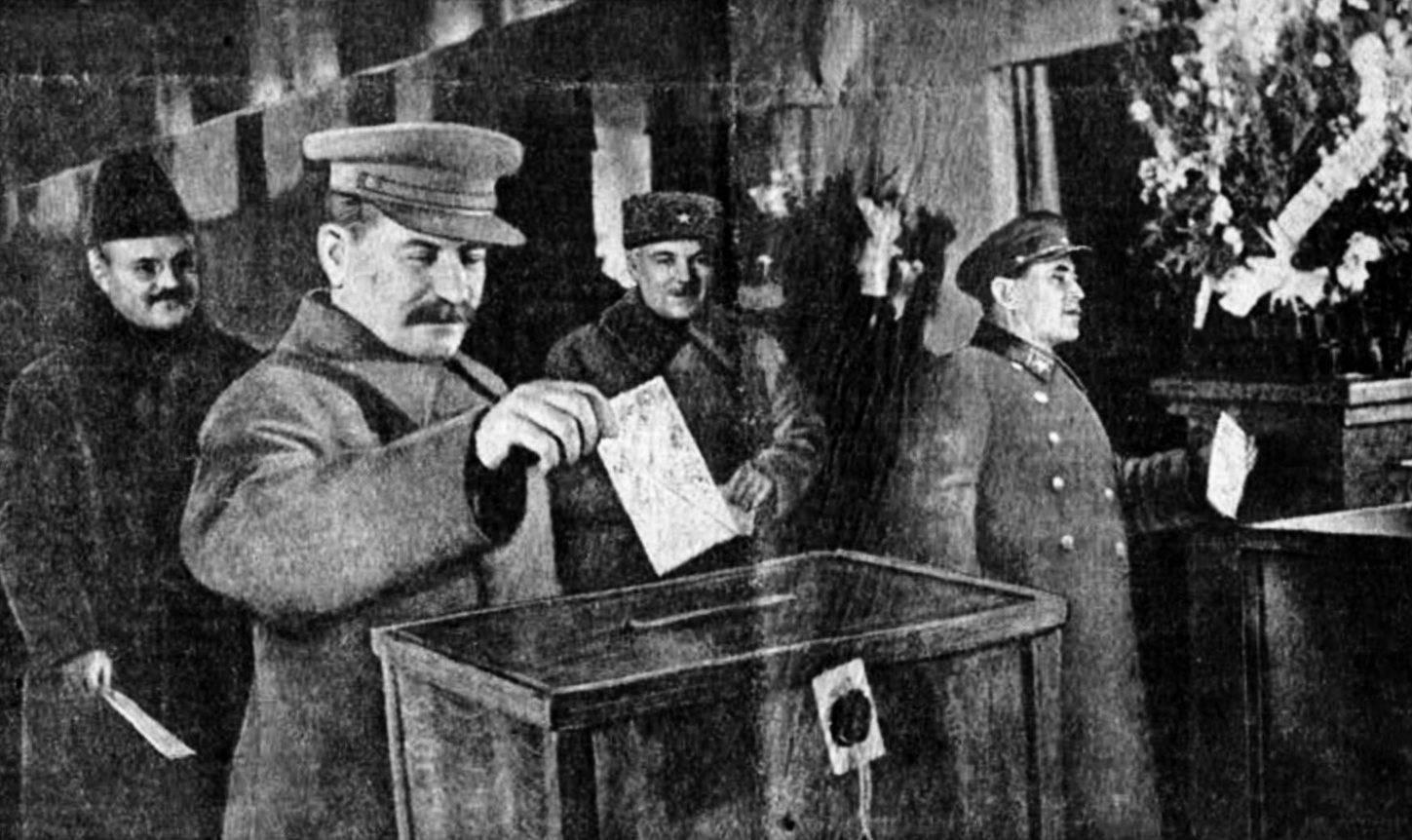
Иосиф Сталин на выборах 1937 года

### Сталин и бюрократия
Американский исследователь сталинизма, профессор Грэм Джилл отмечал, что Троцкий, в стремлении преуменьшить роль личности в истории вообще (и личности Сталина, в частности), «рисовал» советского лидера «как представителя анонимных бюрократических сил», недооценивая независимость Иосифа Виссарионовича и поддержку, оказывавшуюся лично ему. Фельштинский и Чернявский соглашаются с этим суждением, давая одно уточнение: Лев Давидович, полагая, что «гениальная посредственность» Сталин является «продуктом [бюрократической] машины», в то же время рассматривал саму эту «машину» как продукт сталинской воли.
Они также замечают некоторую «фиксацию» Троцкого на негативных аспектах личности большевистского лидера — его жестокости, мстительности, расчётливости, лицемерия и подозрительности, вкупе с антисемитизмом, что свидетельствует о том, что этот человек был для автора не просто абстрактным объектом для изучения. Биографы полагают, что таким образом бывший нарком хотел «внушить себе самому чувство утешения»: он был побеждён (лишён власти) не лично Сталиным, а самим «ходом исторического процесса» в России — некими анонимными «социальными силами».

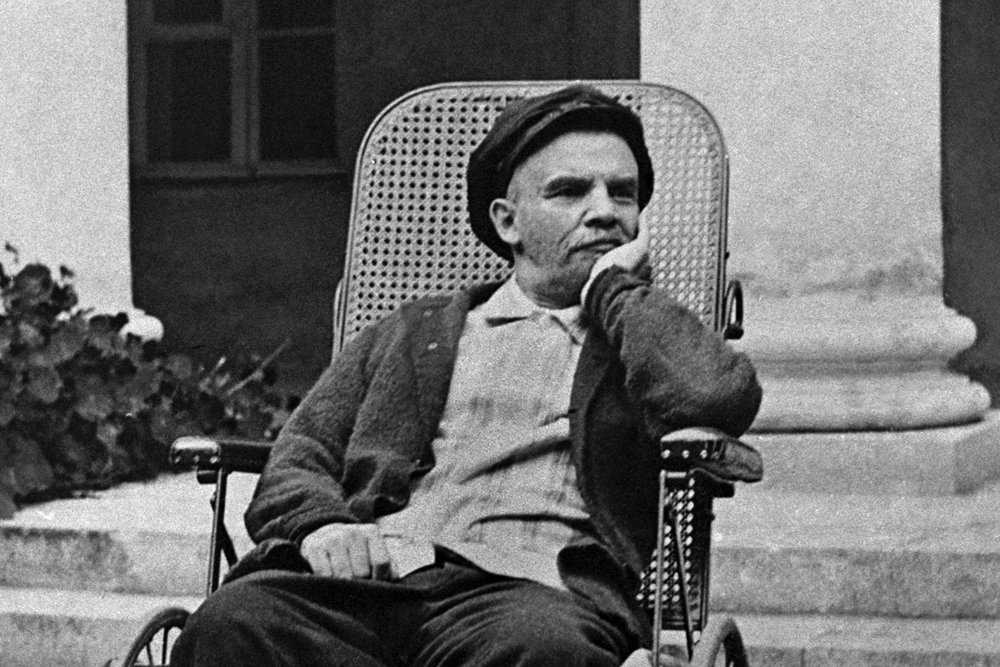
В. И. Ленин в Горках (1923)

### Версия об отравлении Ленина
Отталкиваясь от мнения историка Бориса Илизарова о «трезвой беспощадности» Троцкого в отношении Сталина, Чернявский и Фельштинский подмечают «недостаток трезвости» в книге, приводящий к противоречиям в суждениях бывшего главы Красной Армии: Троцкий, к примеру, приводит два взаимоисключающих суждения Ленина о личности Сталина. Возможно, причиной тому явилась неожиданная смерть Льва Давидовича, не позволившая ему откорректировать текст и устранить противоречивые суждения.
Среди прочего, в книге критикам интересно отношение Троцкого к «слухам, сплетням и вымыслам» о сотрудничестве Сталина с Охранным отделением Департамента полиции Российской империи — он отвергал их. При этом, он же подробно останавливался на детстве своего «главного героя»: его семье, происхождению, школьным годам. «Зловещий» же характер Сталина, по версии Льва Давидовича, при этом никак не менялся, не эволюционировал с самого раннего детства: «чудовище не формируется, не растёт — оно существует почти с самого начала». Профессор Барух Кней-Пац охарактеризовал эту часть работы Льва Троцкого как попытку «демонизации» Сталина, ради которой автор пересекает «тонкую черту», отделяющую факты от фантазий; можно сказать, что и Сталин, и Троцкий «обитали» в 1930-е годы в созданном ими самими мире, в котором «каждый питался фантазиями другого».
Особое место, по мнению критиков, занимала в книге та её часть, что повествовала об «отравлении Ленина» Сталиным — ранее она уже озвучивалась Троцким в статье «Сверхборджиа в Кремле», неопубликованной журналом «Лайф», но позже появлявшейся в газете «Либерти». По словам Дойчера, обвинение, впервые брошенное в адрес советского лидера спустя почти 20 лет после «преступления», характеризовала скорее психологическое состояние самого Льва Давидовича (недавно потерявшего сына), нежели фактические события того времени. Более серьёзно к этой версии смерти «вождя мирового пролетариата» относились Чернявский и Фельштинский, а также философ Вадим Роговин.

### Гражданская война, термидор и тоталитаризм
Чернявский и Фельштинский также считали удачной главу книги, посвящённую роли Сталина в Гражданской войне, мотивируя это тем, что «именно этот период был в наибольшей степени искажён сталинской историографией». Несмотря на «сгущение красок», Троцкому удалось раскрыть методы фальсификации реальных событий (например, в эпизодах с обороной Царицына и Петрограда), использованные советскими историками того времени.

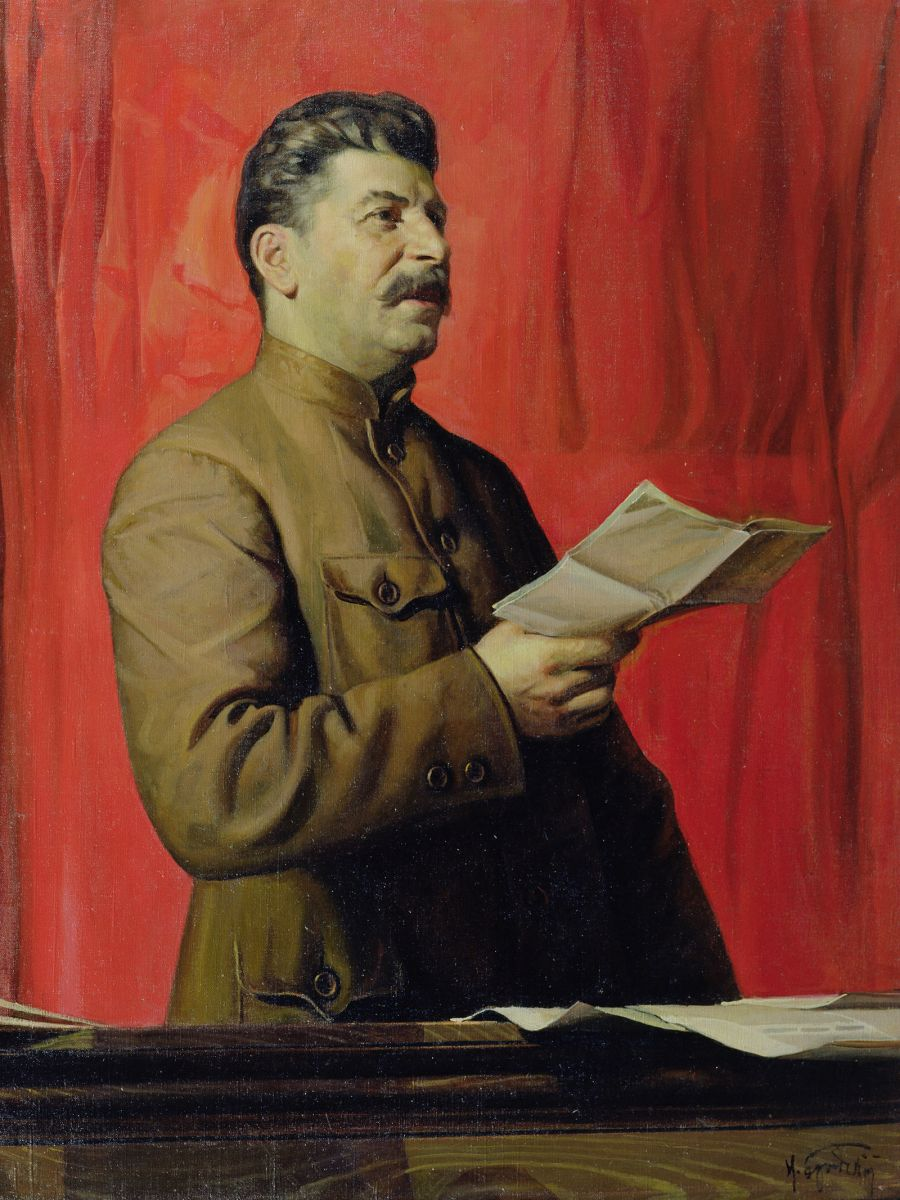
Образ Сталина в СССР 30-x годов: картина Бродского

Отмечалось, что, «пойдя на неслыханную для коммуниста крамолу», Троцкий стал первым автором включившим сталинский период в общую модель тоталитаризма: для этого ему пришлось поставить в один ряд большевика Сталина, фашиста Муссолини и национал-социалиста Гитлера — то есть выявить «внутреннюю связь орбит Гитлера и Сталина». При этом бывший нарком пришёл к выводу, что Сталин «уступал [в сравнении с] другими известными вождями».
Последняя глава книги, озаглавленная односложно — «Термидор» — казалась современным биографам Троцкого «сомнительной» в плане выводов и обобщений. Решительный протест Троцкого против распространения понятия «тоталитаризм» и на ленинский период существования Советской России (оправдание почти всего, что делалось при Ленине) казался им неубедительным и необъективным. Они полагали, что призывы Льва Давидовича «возвратиться к истинному ленинизму» связаны прежде всего с личной заинтересованностью последнего, видевшим себя «единственным законным носителем этого учения». Философ Лешек Колаковский и теоретик марксизма Тони Клифф, вместе со своими сторонниками, видели в «Сталине» и других антисталинских работах бывшего наркома только «отчаянный самообман» — попытку внушить миру (и самому себе) мысль о том, что «сталинский деспотизм» не имел ничего общего с Октябрьской революцией.
Кней-Пац, говоря о книге как о попытке создания биографии, называл её «полным провалом» — несравнимо слабее, чем в «Преданной революции» был дан и анализ сталинизма как явления. Единственная часть, которая казалась ему интересной с аналитической точки зрения, была связана с попыткой Троцкого — пусть и слабой — отыскать корни сталинизма в истории России, особенностях её социума. В этом смысле Ленин как «надежда на будущее», противопоставлялся Сталину как «отступлению в прошлое». Таким образом, по Троцкому, «современный» (для 1930-х годов) тоталитаризм являлся комбинацией современных технических средств и общей отсталости страны.
С этим мнением был согласен и австралийский профессор Питер Байлхарц: сравнивая биографию Сталина с «Историей русской революции», он отмечал, что «тривиальное» в книге затмевает как саму историю жизни советского лидера, так и анализ последней. Байлхарц обращал внимание, что фигура Сталина была представлена Троцким как символ всего «азиатского» в России, её «отсталости» — в то время как фигура самого автора олицетворяла «прогресс» и историческое развитие. Неясной, и даже противоречивой, была и попытка объяснить читателю как «посредственный» и «безынициативный» Сталин смог одержать политическую победу над Троцким: сам Лев Давидович отказывался признавать существование каких бы то ни было политических навыков, лежащих вне «интеллектуальной сферы». Анализ биографии Сталина с марксистских позиций в этой «пожалуй, худшей из основных работ Троцкого» также явно не удался.

## Переиздания и переводы
К 1989 году книга выдержала более 25 переизданий и была переведена на многие языки мира, включая японский и греческий. В 1985 году книга вышла в США на русском языке: издание было подготовлено Юрием Фельштинским по рукописи Троцкого, хранящейся в бостонском архиве автора. В СССР биография появилась в 1990 году, став бестселлером.

## Текст книги
- Текст первого тома
- Текст второго тома